# یورن اوئن اشمیت
یورن اوئن اشمیت (انگلیسی: Jørgen Haagen Schmith؛ ‏ ۱۸ دسامبر ۱۹۱۰ – ۱۵ اکتبر ۱۹۴۴) با نام مستعار و رمز سیترونن (به معنی لیموترش) یک مبارز و اعضای جنبش مقاومت دانمارک در جنگ جهانی دوم بود.
هری ترومن به وی و هم‌رزمش بنت فاورسکو وید پس از مرگشان، «نشان آزادی ایالات متحده آمریکا» را اهدا نمود.